# Луговий Віталій Леонідович
Віталій Леонідович Луговий (нар. 3 липня 1973, с. Павлівка, Миколаївська область) — український актор театру та кіно, режисер. Заслужений артист України (2021). Лавреат Тернопільської обласної премії імені Леся Курбаса (2020).

## Життєпис
Віталій Луговий народився 3 липня 1973 року в селі Павлівці, нині Снігурівської громади Баштанського району Миколаївської области України.
У п'ятирічному віці переїхав з батьками на батьківщину матері, у село Двірець Хмельницької области.
Закінчив Тернопільське ПТУ № 4 (спеціальність — будівельник-штукатур), хореографічне відділення Теребовлянського культосвітнього училища, Тернопільське музичне училище (клас народного артиста України В'ячеслава Хім'яка і заслуженого діяча мистецтв України В'ячеслава Жили), Рівненський гуманітарний університет (магістр).
Працював у районному будинку культури та викладачем школи мистецтв класу хореографії м. Ізяслав Хмельницької области. Від 1998 — актор Тернопільського академічного обласного драматичного театру імені Т. Г. Шевченка.
Захоплюється вирощуванням квітів.

### Сім'я
Одружений, з дружиною Наталею виховують сина Андрія.

## Творчість

### Ролі в театрі
Зіграв понад 70 різнопланових ролей, зокрема:
- Яго, «Отелло» В. Шекспіра;
- Дяк, «Ніч перед Різдвом» та «Сорочинський ярмарок» за М. Гоголем;
- Перелесник, «Лісова пісня» Лесі Українки;
- Прокіп, «Сватання на Гончарівці» Г. Квітки-Основ'яненка;
- Калитка, «Сто тисяч» І. Карпенка-Карого;
- Іван Синиця, Зеньо, «Гуцулка Ксеня» Я. Барнича[3];
- Никанор, «Мазепа» за Б. Лепким;
- Директор театру, «Летюча миша» Й. Штрауса;
- Мартин Боруля, «Мартин Боруля» І. Карпенка-Карого.

### Фільмографія
- 2003 — «Один — в полі воїн»
- 2019 — «ДАУ»

### Режисер-постановник
- 2021 — «Пастка для Орла» Л. Костишин та Б. Мельничука[4][5].

## Нагороди
- заслужений артист України (30 березня 2021) — за вагомий особистий внесок у розвиток національної культури і театрального мистецтва, значні творчі здобутки та високу професійну майстерність[6][7][8];
- Тернопільська обласна премія імені Леся Курбаса (2020)[9].